# Васильевский (Башкортостан)
Васильевский (баш. Васильев) — хутор в Кугарчинском районе Республики Башкортостан Российской Федерации. Входит в состав Мраковского сельсовета.

## География

### Географическое положение
Расстояние до:
- районного центра (Мраково): 5 км,
- ближайшей ж/д станции (Мелеуз): 72 км.

## Население
| 2002 | 2009 | 2010 |
| ---- | ---- | ---- |
| 21   | ↘14  | ↗36  |

Национальный состав
Согласно переписи 2002 года, преобладающая национальность — русские (90 %).